# Хаменеи, Хади
Сеид Хади Хаменеи (перс. سید هادی خامنه‌ای‎; род. 1947, Иранский Азербайджан) — иранский политик-реформатор, муджтахид и лингвист. Является ключевым членом реформистской Ассоциации боевого духовенства и бывшим депутатом Меджлиса Ирана, представляющим один из округов Тегерана.

## Ранние годы
Хади Хаменеи — младший брат верховного лидера Ирана аятоллы Али Хаменеи, не разделяющий его идеи и не общающийся с ним.
Хади Хаменеи родился в семье Джавада Хаменеи, священнослужителя азербайджанского происхождения, и этнической персиянки из Йезда. Вырос в 1950-х годах и был одним из восьми братьев и сестёр, проводя свободное время, разводя птиц и занимаясь спортом. Утверждает, что отец не заставлял его заниматься религиоведением.

## Политическая деятельность
Хади Хаменеи стал ведущим реформатором в 1990-х годах, что привело к разногласиям со своим старшим братом, официальную позицию которого он критиковал как обладающую слишком большой властью. Так, американскому автору Робину Райту он заявлял: «Правые в нашей стране полагают, что верховный лидер стоит выше закона, что он может менять его и приказывать всё, что находит правильным. Эти полномочия могут вызвать диктатуру». Был важным советником президента-реформатора Мохаммада Хатами. В 1980-е годы был заместителем министра.

## Покушения
В 1990-е годы Хади Хаменеи выступал в семинариях по всему Ирану и основал реформистскую газету, призванную обеспечить альтернативное освещение событий государственным СМИ. В конце 1990-х годов радикальные противники реформаторского движения организовали направленную против него кампанию, нападая на него во время лекций, критиковавших жёсткое руководство (ему потребовалась госпитализация из-за травм головы, полученных в Джамкаране), запретив его газету и лишив его права баллотироваться в Ассамблею экспертов. 11 февраля 1999 года около ста человек напали на Хади Хаменеи в Куме. Нападавшие проломили ему череп. Чтобы напасть на Хаменеи, толпа использовала «камни, палки, железные прутья и обувь». Иранская полиция арестовала 45 человек, подозреваемых в причастности к нападению.

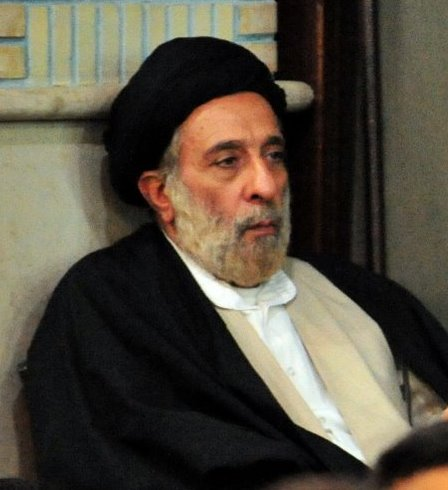
Хади Хаменеи в 2009 году

Редакторы независимых газет Ирана выступали в защиту Хади Хаменеи. Министерство исламской ориентации и культуры и «Общество преподавателей и исследователей теологической семинарии Кума» также осудили нападение.
Некоторые консерваторы обвинили в нападении Хаменеи. Член иранского парламента Раджаб Рахмани утверждал, что Хади Хаменеи организовал нападение, чтобы привлечь внимание и жалость. Мохаммад Мохаджери из газеты «Кайхан» предположил, что комментарии Хади Хаменеи являются «коренной причиной насилия».

## Газеты
Хаменеи был издателем различных газет, в том числе Hayat-e-No. Специальный суд по делам духовенства, трибунал, назначенный Верховным лидером, обвинил Hayat-e-No в «преступлениях против прессы». Газету обвинили в оскорблении имама Хомейни в карикатуре. В парламенте Хади Хаменеи заявил, что он скорее умрёт, чем будет обвинён в оскорблении имама. Специальный суд по делам духовенства временно запретил газету Hayat-e-No в январе 2000 года. По данным Guardian, Hayat-e-No является надёжной газетой. Financial Times заявила, что Hayat-e-No была ежедневником, выступающим за реформы. Газета была запрещена в декабре 2009 года Советом по надзору за прессой «за работу, выходящую за рамки правил».
Другая газета Хади Хаменеи, Jahan-e Islam, была закрыта в 1995 году. Газету обвинили в оскорблении исламских убеждений и публикации ложной информации. По данным The New York Times, Jahan-e Islam была умеренной ежедневной газетой. Однако в 1995 году газета The New York Times охарактеризовала Jahan-e Islam как «жёсткую исламскую газету».